# Parantica ephyre
Parantica ephyre är en fjärilsart som beskrevs av Jacob Hübner 1816. Parantica ephyre ingår i släktet Parantica och familjen praktfjärilar. Inga underarter finns listade i Catalogue of Life.